# Аношкино (посёлок, Воронежская область)
Ано́шкино — посёлок в Лискинском районе Воронежской области.
Входит в состав Старохворостанского сельского поселения.

## Население
| 2010 |
| ---- |
| 156  |

## Улицы
- ул. Железнодорожная,
- ул. Полевая.